# Ґао Баосюй
Ґао Баосюй (кит.: 高保勗; піньїнь: Gāo Baoxu; 924–962) — четвертий правитель Цзінані періоду п'яти династій і десяти держав.

## Життєпис
Був десятим сином Ґао Цунхуея та молодшим братом свого попередника Ґао Баожуна.
Джерела характеризують його як марнотратного й розпусного правителя. Він скликав до свого палацу повій і вояків, які влаштовували оргії, за якими володар спостерігав разом зі своїми наложницями. Також значне невдоволення його підлеглих викликали архітектурні проекти Ґао Баосюя.
За два роки після сходження на престол він важко захворів і, після консультацій зі своїми радниками, вирішив оголосити спадкоємцем свого племінника, сина Ґао Баожуна, Ґао Цзічуна. Останній зайняв трон після смерті Ґао Баосюя 962 року.